# N-05E
docomo NEXT series MEDIAS W N-05E（ドコモ ネクストシリーズ メディアス ダブリュー エヌゼロゴイー）は、NECカシオ モバイルコミュニケーションズによって開発された、NTTドコモの第3.9世代移動通信システム（Xi）と第3世代移動通信システム（FOMA）とのデュアルモード端末である。docomo NEXT seriesのひとつ。

## 概要
スマートフォンでは珍しい2画面ディスプレイを搭載した機種である。レッド・ドット・デザイン賞受賞。
約4.3インチ・540×960ドットのディスプレイを2つ装備しており、広げるとその2つのディスプレイをあわせて約5.6インチ・1080×960ドット、比率9：8のディスプレイのように扱うことが可能である。NECカシオではこれを「バックフォールドスタイル」と称している。フィーチャーフォンで主流だった折りたたみデザインと異なり、折りたたみの内側には何もなく、外側の両面にディスプレイが搭載されている形状となる。
メール・ギャラリー・Webブラウザ・設定画面などのアプリは2画面向けにデザインされている。例えば、メールでは「左画面にメールのリスト・右画面にメール本文」という2ペイン表示が可能となっている。ほかにも、ギャラリーではサムネイルと画像、WebブラウザではWebページとブックマークといった表示が左右で使い分けできるようになっている。
また、2画面であることを利用して別々のアプリを利用する事も可能である。左側のメインディスプレイに任意のAndroidアプリを表示させたまま、右側のサブディスプレイに別のアプリを表示させることができる。ただし、Androidでは仕様上2つのアプリを同時に利用できないので、NECカシオが独自にチューニングした一部のアプリか、NTTドコモが公開している「MEDIAS W N-05E アプリ作成ガイドライン (PDF) 」に沿って開発されたアプリをサブディスプレイで利用することとなる。ちなみに、サブディスプレイで利用できるプリインストールアプリは、メモ・Webブラウザ・ギャラリー・スクリーンキャプチャ・タップサーチの5つである。
なお、ワンセグ・NOTTV・おサイフケータイ・NFC・赤外線・おくだけ充電には非対応で、防水性能は備えていない。
UIはドコモ標準のPalette UIには非対応で、Android標準で固定となっている。

## 主な機能
| 主な対応サービス                                 | 主な対応サービス                         | 主な対応サービス                       | 主な対応サービス                                            |
| ------------------------------------------------ | ---------------------------------------- | -------------------------------------- | ----------------------------------------------------------- |
| タッチパネル／加速度センサー                     | Xi／FOMAハイスピード                     | Bluetooth                              | DCMX／おサイフケータイ／NFC／かざしてリンク／赤外線／トルカ |
| ワンセグ／モバキャス                             | メロディコール                           | テザリング                             | WiFi IEEE802.11a/b/g/n                                      |
| GPS                                              | ドコモメール／電話帳バックアップ         | デコメール／デコメ絵文字／デコメアニメ | iチャネル                                                   |
| エリアメール／ソフトウェアーアップデート自動更新 | デジタルオーディオプレーヤー(WMA)(MP3他) | GSM／3Gローミング（WORLD WING）        | フルブラウザ／Flash Player                                  |
| Google Play／dメニュー／dマーケット              | Gmail／Google Talk／YouTube／Picasa      | バーコードリーダ／名刺リーダ           | ドコモ地図ナビ／Google Maps／ストリートビュー               |

## 歴史
- 2013年1月22日 - NTTドコモより発表。
- 2013年4月11日 - 事前予約開始。
- 2013年4月18日 - 発売開始[4]。

## 不具合・アップデート
2013年5月27日のアップデート
- サブ画面（右側）に触れていると、まれにメイン画面（左側）のタッチパネルを正しく操作できない場合がある不具合を修正する。
- ビルド番号がA1000311からA1001201になる。

2013年6月25日のアップデート
- 特定のウェブページをブラウザで閲覧中、まれにブラウザが強制終了する場合がある不具合を修正する。
- ビルド番号がA1000311、A1001201からA1001211になる。

2014年8月25日のアップデート
- 携帯電話（本体）の電源がOFFの状態で電源ボタンを長押ししても、電源が入らない場合がある不具合を修正する。
- ビルド番号がA1000311、A1001201、A1001211からA1001231になる。

2015年2月2日のアップデート
- まれに端末の動作が遅くなる場合がある不具合を修正する。
- ビルド番号がA1000311、A1001201、A1001211、A1001231からA1001251になる。

## アプリケーションの開発について
N-05Eは画面サイズが可変であるため、一部のアプリでは画面サイズ等による問題が発生する恐れがある。NTTドコモから開発者向けに「MEDIAS W N-05E アプリ作成ガイドライン」が、「つくろうスマートフォンコンテンツ | その他技術情報 | NTTドコモ」で公開されている。推奨された方法で開発されたアプリでは問題は発生しにくい。
アプリ側でN-05E向けに対応しなくても、2つのアプリを同時に表示するのでなく、単純に1つのアプリを左右両方のディスプレイにフルスクリーン表示は可能である。ただし、ディスプレイを広げると横幅の方が解像度が大きいため、解像度の小さい辺が上下の辺だと自動で判断し90度回転で表示が固定されるアプリもある。